# Nyctemera herce
Nyctemera herce är en fjärilsart som beskrevs av Arnold Pagenstecher 1901. Nyctemera herce ingår i släktet Nyctemera och familjen björnspinnare. Inga underarter finns listade i Catalogue of Life.